# 松尾享子
松尾 享子（まつお きょうこ、1962年3月28日 - ）は、大阪府生まれのモデル、タレント。身長170cm。

## 来歴
1980年代前半にファッションショーのモデルとして活躍する傍ら、テレビ番組やCM、雑誌などに度々登場していた。1983年にテレビ朝日の深夜バラエティ番組として始まった怪物ランド主演のウソップランドに、第3回からアシスタントとして参加することになった。その後、第27回で降板と相成った。
一方この当時、庄野真代の歌がBGMとして流れるエスエス製薬の便秘薬のCM「スルーラック」にも出演していた。また、｢ウソップランド｣降板以降も旅番組のリポーターを務めるなど芸能活動を続けていたものの、結婚を契機に芸能界を引退したという。「怪物ランド」のマネージャーだった女性は「享子ちゃんは普通のサラリーマンと結婚して、今は一児の母だよ」と語っている。

## 人物
趣味は映画や音楽鑑賞で、特にバッハが大好きだという。また歌舞伎のファンでもあり、そのメーキャップやしぐさなどがファッションショーに出演する際の参考になるとも語っている。中学時代は体操、高校時代はバスケットボールに取り組んでいた。さらに、スキーや水泳も得意な運動神経抜群のスポーツウーマンだという。1984年当時はビリヤードに凝っていて、ハスラーを気取っていた。
また、便秘薬のCMに出演していたが、実生活でその点に悩むことはなく、「太極拳を習ってたんで、ウサギのポーズで毎日快調です。うふふふ」と述べている。